# Rasuliden
Die Rasuliden (arabisch بنو رسول, DMG Banū Rasūl) waren eine Dynastie, die im Jemen von 1228 bis 1454 herrschte.

## Geschichte der Rasuliden
Stammvater der Dynastie war ein türkischstämmiger Gesandter der Abbasiden (rasul). Dessen Sohn, Ali ibn Rasul, wurde von den Ayyubiden (Jemen) zum Statthalter in Mekka eingesetzt.
Nach dem Abzug der Ayyubiden übernahm Mansur Umar (1228–1249) die Macht und begründete die Rasuliden-Dynastie (1228–1454). Hauptstädte waren Taizz und Zabid. Er beherrschte neben dem jemenitischen Kernland auch den Hadramaut und den Hedschas bis Mekka. Um ihre Herrschaft der Dynastie zu legitimieren, konstruierten die Rasuliden eine Abstammung von den Lachmiden.
Unter seinem Sohn Muzaffar Yusuf (1249–1295) gelang eine weitere Konsolidierung des Reichs. Allerdings kam es in der Folgezeit zu Konflikten mit den Mamluken in Ägypten, die die Herrschaft über die Heiligen Stätten Mekka und Medina im Hedschas beanspruchten. Diese konnten sich 1322 und 1350 militärisch durchsetzen und die Rasuliden zur Unterwerfung zwingen.
Im 13. und 14. Jahrhundert erreichte der Jemen unter dieser Dynastie eine große Blütezeit. Das Land erlebte durch seine Mittlerrolle im Handel zwischen Indien und dem Mittelmeerraum einen großen wirtschaftlichen Aufschwung. Allein die Hafensteuern sollen 2,3 Millionen Dinare eingebracht haben. Um diesen Handel und die damit verbundenen Einnahmen weiter zu fördern, unterhielten die Rasuliden enge Kontakte zu den Ayyubiden und Mamluken in Ägypten. Auch wurden mehrere Gesandtschaften nach Indien und in das Kaiserreich China geschickt. Der rasulidische Chronist Ibn-Wahhās al-Chazradschī berichtet, dass sich 1393 ein Gesandter der muslimischen Händler von Malabar am Hof der Rasuliden einstellte und um Erlaubnis bat, die Chutba in den Moscheen von Calicut im Namen des rasulidischen Sultans zu verlesen.
Dieser Reichtum ermöglichte den Herrschern eine umfangreiche und äußerst kreative Bautätigkeit. So wurden Moscheen (unter anderem die Aschrafija-Moschee in Taiz), Burgen und Paläste errichtet. Auch Kunst und Wissenschaft wurden von den Rasuliden gefördert, wobei man vor allem in den Bereichen von Medizin und Astronomie einen hohen Stand erreichte. Bedeutend waren daneben die Fertigkeiten in der Landwirtschaft.
Im 14. Jahrhundert gerieten die Rasuliden zunehmend unter den Druck der Zaiditen. Diesen gelang 1324 die Eroberung von Sanaa. Im 15. Jahrhundert konnten sich die Rasuliden nur noch im Südjemen behaupten, wo sie 1454 von den Tahiriden gestürzt wurden.

## Sultane
- 1230–1249: (al-Mansur) Umar
- 1249–1295: (al-Muzaffar) Yusuf bin Umar
- 1295–1296: (al-Aschraf) Umar bin Yusuf
- 1296–1322: (al-Muayyad) Daud bin Yusuf
- 1322–1363: (al-Mujahid) Ali bin Daud
- 1363–1377: (al-Afdal) al-Abbas bin Ali
- 1377–1401: (al-Aschraf) Ismail bin al-Abbas
- 1401–1424: (al-Nasir) Ahmad bin Ismail
- 1424–1427: (al-Mansur) Abdallah bin Ahmad
- 1427–1428: (al-Aschraf) Ismail bin Ahmad
- 1428–1438: (a-Zahir) Yahya bin Ismail
- 1438–1441: (al-Aschraf) Ismail bin Yahya